# Arthur Blanc
Pour les articles homonymes, voir Blanc.
Arthur Blanc, né le 17 octobre 1998 à Albertville, est un coureur cycliste français.

## Biographie
Arthur Blanc est né en octobre 1998 à Albertville. Son grand-père Guy est le fondateur de la Pierre Menta, une compétition internationale de ski alpinisme. Il est également l'arrière-petit-fils de Gaspard Blanc, créateur d'une école de ski et de la première remontée mécanique d'Arêches-Beaufort en 1947. Inspiré par ses aînés, il pratique avec succès le ski alpin durant sa jeunesse. Il fait notamment partie de l'équipe de France,. 
En 2021, il décide de se consacrer au cyclisme en intégrant le club Charvieu-Chavagneux IC. Bon grimpeur, il se distingue rapidement en prenant la deuxième place du Grand Prix de Branoux-les-Taillades. Il devient ensuite stagiaire au sein de l'équipe continentale Swiss Racing Academy. Avec cette formation, il se révèle au mois d'aout en terminant deuxième du prologue du Tour de Savoie Mont-Blanc, derrière Maxime Chevalier. Il s'agit de son premier podium acquis sur une compétition cycliste internationale. 
Après ses débuts convaincants, il souhaite intégrer l'effectif de Swiss Racing Academy, renommée Tudor en 2022. Cette structure ne lui offre cependant pas de contrat. Arthur Blanc s'engage alors avec le club Bourg-en-Bresse Ain Cyclisme. Il réalise toutefois une année décevante, sans coup d'éclat. Ses dirigeants prolongent néanmoins son contrat. 
En mai 2023, il s'impose au plus haut niveau amateur sur La Durtorccha. Le lendemain, il se classe huitième du Circuit des Monts du Livradois. Il s'illustre ensuite au mois de juillet en terminant troisième de la première édition du championnat d'Europe des Grimpeurs, au col du Saint-Gothard.

## Palmarès en cyclisme

### Par année
- 2021
  - 2e du Grand Prix de Branoux
- 2023
  - La Durtorccha
  - 3e du championnat d'Europe des Grimpeurs
- 2025
  - 3e de l'Étape du Tour

### Classements mondiaux
| Année           | 2021   |
| --------------- | ------ |
| UCI Europe Tour | 1 561e |